# Яксонув
Яксонув (пол. Jaksonów) — село в Польщі, у гміні Журавіна Вроцлавського повіту Нижньосілезького воєводства.
Населення — 522 особи (2011).
У 1975-1998 роках село належало до Вроцлавського воєводства.

## Демографія
Демографічна структура станом на 31 березня 2011 року:
|          | Загалом | Допрацездатний вік | Працездатний вік | Постпрацездатний вік |
| -------- | ------- | ------------------ | ---------------- | -------------------- |
| Чоловіки | 258     | 43                 | 192              | 23                   |
| Жінки    | 264     | 39                 | 178              | 47                   |
| Разом    | 522     | 82                 | 370              | 70                   |